# André Patou
Pour les articles homonymes, voir Patou.
André Patou, né le 5 juillet 1910 à Parthenay (Deux-Sèvres) et mort le à Paris le 10 juin 2006, est un amiral et résistant français. Il est compagnon de la Libération. Officier dans les Forces navales françaises libres pendant la Seconde Guerre mondiale, il sera à la fin des années 1960 chef d'état-major de la marine nationale.

## Biographie
Rapidement devenu orphelin, il est élevé par ses grands-parents. Il entre en septembre 1929 à l'École navale puis embarque comme enseigne de vaisseau de 2e classe sur l'aviso Mondement basé au Maroc. Enseigne de Vaisseau de 1re classe en 1933, il embarque à Toulon sur le contre-torpilleurs Albatros. Il est affecté ensuite sur le cuirasséCourbet, puis le contre-torpilleurs Tartu. Il sort breveté de l'école des officiers canonniers et embarque sur le torpilleur de 1.500 tonnes Typhon. Il désigné de nouveau pour le Courbet avant d'embarquer sur le croiseur lourd Tourville.

### Seconde Guerre mondiale
Le 3 juillet 1940, il est à bord du croiseur Tourville quand celui-ci est interné par les Britanniques à Alexandrie après la signature de l'armistice de juin 1940. Il décide alors de rejoindre l'Angleterre via le cap de Bonne espérance avec d'autres officiers de marine dont Honoré d'Estienne d'Orves. Il rallie les Forces navales françaises libres (FNFL) et embarque partir de novembre 1940 sur le contre-torpilleur Le Triomphant qui est envoyé dans le Pacifique après l'attaque de Pearl Harbor. À bord de ce bâtiment, il participe à l'évacuation des îles Nauru et Océan. Il est promu capitaine de corvette en janvier 1942 et pendant deux mois il est affecté comme chef de cabinet du contre-amiral Auboyneau à Londres. En février 1943, il commande le torpilleur La Combattante (ex HMS Haldon) à bord duquel il patrouille en Manche, engageant à plusieurs reprises, avec succès, des vedettes rapides lance-torpilles allemandes. Le 6 juin 1944, La Combattante participe au débarquement allié sur les plages de Normandie et apporte son appui feu aux troupes à terre. Quelques jours plus tard, le 14 juin 1944, elle transporte le général de Gaulle d'Angleterre en Normandie.
Promu capitaine de frégate en 1944, il est affecté à la Direction du personnel au ministère de la Marine au mois de novembre.

### Après guerre
La guerre terminée, il commande le croiseur léger Le Malin. Il est ensuite affecté à Toulon, à l'état-major du groupe des croiseurs, puis à Madagascar, à l'état-major interarmées. Capitaine de vaisseau en avril 1950, il est désigné pour commander le Centre d'instruction des opérations amphibies d'Arzew(CIOA), en Algérie. Il commande ensuite le porte-avions Arromanches et le groupe des porte-avions d'Extrême-Orient.
Après avoir été auditeur à l'Institut des hautes études de Défense nationale, il est affecté à l'état-major du Grand Quartier général des puissances alliées en Europe (le SHAPE en anglais). Le 1er janvier 1956, il est promu contre-amiral. Il commande ensuite la Marine nationale à Lorient (COMAR Lorient) puis la 1re flottille d'escorteurs d'escadre. Il est promu vice-amiral le 1er août 1959.
Il est major général de la Marine de 1960 à 1963 et élevé aux rang et appellation de vice-amiral d'escadre en 1961,. Il devient membre du Conseil supérieur de la Marine dès 1963. En 1965 il prend rang et appellation d'amiral et devient préfet de la 2e région maritime à Brest et commandant en chef de la zone Atlantique jusqu'en 1967.
Il est chef d'état-major de la marine de 1968 à mai 1970. Fort caractère, il démissionne le 1er de ce mois, à la suite d'un désaccord avec le Ministre d'État chargé de la Défense nationale, Michel Debré, sur le budget alloué à la Marine. L'amiral Patou estime que les restrictions budgétaires imposées vont compromettre le programme naval appelé « Plan bleu » qui doit permettre à la Marine nationale de se moderniser (il est notamment opposé à la refonte à minima du croiseur Colbert…) sans compter un grand nombre d'autres bâtiments affectés. Un autre enjeu de cette controverse budgétaire est la dissolution du bagad de Lann-Bihoué décidée pour le 1er novembre 1969, ce qui indigne les médias de Bretagne et suscite les protestations du député de la ville Roger de Vitton (reçu par Michel Debré le 4 novembre), de ministres bretons comme René Pleven, Edmond Michelet et Raymond Marcellin et d'Yves Allainmat, maire de Lorient, qui écrit à quatre ministres. La dissolution du bagad est finalement suspendue par le préfet du Morbihan le 4 novembre.
En 1971, André Patou est membre du Conseil de l'Ordre de la Légion d'Honneur.
Il meurt à son domicile parisien le 10 juin 2006, à 95 ans. Il est inhumé à Loix, dans l'île de Ré, en Charente-Maritime.

## Distinctions
Sauf indications contraires, les décorations sont celles mentionnées sur la biographie d'André Patou sur le site de l'Ordre de la Libération.
- Grand-croix de la Légion d'honneur
- Compagnon de la Libération par décret du 12 juin 1945
- Croix de guerre 1939–1945 (4 citations)
- Croix de guerre des Théâtres d'opérations extérieurs (avec palme)
- Médaille de la Résistance française avec rosette par décret du 24 avril 1946[9]
- Commandeur de l'ordre du Mérite maritime
- Croix du combattant volontaire de la Résistance
- Médaille coloniale (avec agrafe "Extrême-Orient")
- Médaille commémorative des services volontaires dans la France libre
- Médaille commémorative de la campagne d'Indochine

Décorations étrangères
- Ordre du Service distingué (Royaume-Uni)
- Distinguished Service Cross (Royaume-Uni)
- Grand-croix de l'ordre pro Merito Melitensi
- Grand commandeur de l'Ordre du Phénix (Grèce)
- Commandeur de l'Étoile noire (Bénin)
- Commandeur de l'ordre du Ouissam alaouite (Maroc)
- Commandeur de l'ordre du Nichan Iftikhar (Tunisie)
- Commandeur de l'ordre de Saint-Charles (Monaco)
- Chevalier de l'ordre de Dannebrog (Danemark)

Une promenade André-Patou a été inaugurée en 2016, dix ans après sa mort, à Parthenay, sa ville natale.